# 버펄로베리속
버펄로베리속(buffaloberry屬, 학명: Shepherdia 셰페르디아[*])은 보리수나무과의 속이다. 3종이 캐나다와 미국에 분포한다. 버펄로베리속 식물의 열매는 버펄로베리(영어: buffaloberry)라 불리는데, 곰이 따먹는 경우가 많으나 때때로 인간이 수확해 먹기도 한다. 잎은 날개물결가지나방을 비롯한 몇몇 나방 애벌레가 먹는다.

## 하위 종
- 둥근잎버펄로베리(S. rotundifolia Parry)
- 은버펄로베리(S. argentea (Pursh) Nutt.)
- 캐나다버펄로베리(S. canadensis (L.) Nutt.)